# Vergrabenes Kind
Vergrabenes Kind (Originaltitel: Buried Child) ist ein Drama des US-amerikanischen Schauspielers und Schriftstellers Sam Shepard, für das er 1979 mit dem Pulitzer-Preis ausgezeichnet wurde. 

## Uraufführung
Das Stück wurde am 27. Juni 1978 im Magic Theater in San Francisco unter der Regie von Robert Woodruff uraufgeführt. 1995 veröffentlichte Shepard eine revidierte Version, die 1996 unter der Regie von Gary Sinise ihre Premiere im Brooks Atkinson Theater in New York City hatte. Die Deutschsprachige Erstaufführung fand am
27. September 1980 unter der Regie von Gerd Heinz in der Übersetzung von Jörn van Dyck statt.

## Überblick
Die Handlung spielt in einem in Illinois gelegenen Farmhouse Ende der 1970er Jahre. Im Mittelpunkt stehen der Familienpatriarch Dodge, seine Frau Halie, deren Söhne Tilden und Bradley sowie Tildens Sohn Vince, der mit seiner Freundin Shelly seine Großeltern besucht. Themen im Stück sind der Amerikanische Traum, der moralische Verfall der amerikanischen Familie und die Suche nach der eigenen Identität.

## Figuren
- Dodge ist über 70 Jahre alt, ein Alkoholiker, sehr dünn und sieht krank aus. Er verlässt fast nie das Haus und verbringt den Großteil des Stücks liegend auf dem Sofa. Er hat Halies und Tildens Baby umgebracht.
- Halie ist die Ehefrau von Dodge, Mitte 60. Sie hatte ein Verhältnis und ein Kind mit ihrem ältesten Sohn Tilden. Sie glorifiziert ihren toten Sohn Ansel und lebt in ihrer eigenen Welt im ersten Stockwerk.
- Tilden ist der älteste Sohn von Halie und Dodge und Ende 40. Er hat mehrere Jahre in New Mexico verbracht, saß dort im Gefängnis und kehrte schließlich in sein Elternhaus zurück. Er versucht, mit dem Tod seines Babys abzuschließen.
- Bradley trägt ein Holzbein, denn sein linkes Bein ist unterhalb des Knies amputiert. Er wird von seinen Eltern als Versager gesehen, und versucht, durch gewalttätiges Auftreten Macht auszuüben.
- Vince ist Tildens Sohn, er lebt in New York. Er hatte seit sechs Jahren keinen Kontakt zu seinen Großeltern.
- Shelly ist Vinces Freundin, ursprünglich aus Los Angeles. Sie dient dem Publikum in der Suche nach Sinn als Vermittlerin.
- Father Dewis hat eine Affäre mit Halie. Er steht für das Versagen der Kirche.

## Handlung

### Erster Akt
Dodge befindet sich im ersten Akt auf dem Sofa im Wohnzimmer seines Farmhauses und sieht fern, halb schlafend, ohne Ton. Während er dem fallenden Regen zuhört, bekommt er einen Hustenanfall. Er wird von seiner Frau Halie aufgefordert, Tabletten zunehmen, was er nicht macht. Bis zur Mitte des ersten Aktes ist nur Halies Stimme vom ersten Stock aus zu hören. Aus dem Dialog zwischen Dodge und Halie wird klar, dass sich die beiden in ihrer Ehe entfremdet haben. Halie schwelgt in der Vergangenheit, in der angeblich alles besser war. Währenddessen betritt Tilden, der älteste Sohn von Halie und Dodge, das Wohnzimmer. In seinen Armen hält er Maiskolben, die er angeblich auf einem Feld hinter dem Haus geerntet hat. Dodge verneint, Mais hinter dem Haus gepflanzt zu haben und verdächtigt deswegen Tilden, den Mais vom Nachbarn gestohlen zu haben. Auch Halie kann vom Fenster im ersten Stock aus keinen Mais auf den Feldern entdecken. Tilden beginnt, den Mais zu enthülsen.
Dodge und er unterhalten sich über Tildens Zukunft. Nach mehr als zwanzig Jahren weg von zu Hause ist Tilden erst vor kurzem aus New Mexico zurückgekehrt. Halie mischt sich ein und erinnert Dodge, dass Tilden nicht für sich alleine sorgen kann. Sie erinnert sich an seine Jugend, dass er ein 'all-American' Footballspieler war, und an die Hoffnungen, die die Familie in ihn hatte. Nachdem Tilden sich als schwierig erwiesen hatte, wurden die Hoffnungen in Ansel, den jüngsten Sohn der Familie, gesetzt. Ansel war ein erfolgreicher Basketballspieler und Soldat, der in den Flitterwochen mit seiner italienischen Frau in einem Motel zu Tode kam. Halie möchte Father Dewis, mit dem sie augenscheinlich ein Verhältnis hat, bitten, eine Statue für Ansel zu errichten. Sie verlässt schließlich, ganz in schwarz gekleidet, das Haus, um mit Father Dewis Mittag zu essen. Dodge schläft auf dem Sofa ein. Tilden stiehlt seine Whiskeyflasche und verteilt die Maishülsen über den schlafenden Dodge. Bradley erscheint, nimmt Dodge dessen Kappe ab, und fängt an, dessen Haare zu schneiden. Die Lichter gehen aus.

### Zweiter Akt
Es regnet weiterhin. Vince, Tildens Sohn, erscheint mit seiner Freundin Shelly, um seinen Großeltern, die er sechs Jahre lang nicht gesehen hat, einen unangekündigten Besuch abzustatten. Die beiden sind auf dem Weg von New York nach New Mexico, wo sie Tilden besuchen wollen. Sie finden einen angetrunken Dodge auf dem Sofa vor. Dieser gibt vor, Vince nicht zu kennen und scheint ihn mit Tilden zu verwechseln, da er ihn verdächtigt, seinen Whiskey gestohlen zu haben. Im folgenden Dialog wird erstmals explizit erwähnt, dass Tilden mehr als einen Sohn hat. Shelly, die vor Dodge Angst hat, will wieder weg und fängt an, sich mit Vince zu streiten.
In diesem Moment erscheint Tilden wieder im Wohnzimmer. Diesmal trägt er einen Stapel Möhren in seinen Armen. Auch Tilden scheint Vince nicht zu kennen. Erneut wird Bezug auf sein anderes Kind genommen. Dodge befiehlt Tilden, über dieses Thema zu schweigen, doch Shellys Interesse ist geweckt. Sie und Tilden fangen an, die Möhren zu schälen. Vince verlässt das Haus, um für Dodge eine neue Flasche Whiskey zu kaufen. Tilden und Shelly beginnen, sich zu unterhalten. Dodge im Hintergrund sieht fern. Im Laufe des Gesprächs erzählt Tilden, dass er ein Baby hatte, welches ohne Gottesdienst 'beerdigt' wurde. Dodge versucht, Tilden zum Schweigen zu bringen. Dieser erzählt Shelly jedoch, dass nur Dodge wisse, wo das Baby begraben sei. Bradley erscheint und benimmt sich, als hätte er das Sagen. Er zwingt Shelly, ihren Mund zu öffnen, und hält seine Hand in ihren Mund. Die Lichter gehen aus.

### Dritter Akt
Der nächste Morgen. Die Sonne scheint. Bradley schläft auf dem Sofa unter Dodges Decke. Shelly kommt mit einer Suppe für Dodge, den sie mit „Grandpa“ anredet, ins Wohnzimmer. Sie unterhält sich mit ihm über sein Leben und versucht mehr über das geheimnisvolle Baby zu erfahren, bis Halie mit Father Dewis angetrunken nach Hause kommt. Schlussendlich gibt Dodge zu, Tildens Baby, das dieser mit Halie gezeugt hatte, ertränkt und vergraben zu haben.
Vince taucht, betrunken, wieder auf. Diesmal erkennt Dodge Vince. Dodge schenkt Vince das Farmhaus und gibt seinen letzten Willen bekannt: Vince soll das Haus mitsamt Möblierung bekommen, Tilden seine Werkzeuge. Der Rest seiner Habseligkeiten und sein Körper sollen aufgetürmt und angezündet werden, bis nur noch Asche übrig ist. Shelly wird alles zu viel und sie verlässt das Haus. Father Dewis bittet Vince, sich um Halie zu kümmern. Diese sieht mittlerweile von ihrem Fenster im ersten Stock aus Mais, Karotten, Erbsen und Kartoffeln auf den Feldern hinter dem Haus. In der Zwischenzeit ist Dodge – unbemerkt – gestorben und Vince hat auf dem Sofa die gleiche Position eingenommen wie Dodge zu Beginn des Stücks. Tilden geht, in den Händen die ausgegrabene Babyleiche, die Treppe hoch zu Halie. Die Lichter gehen aus.

## Analyse- und Interpretationsansätze
Shepard benutzt die Familie in Buried Child, um die amerikanische Gesellschaft zu kritisieren. Dazu tragen verschiedene Aspekte bei:

### Der Amerikanische Traum
Der Amerikanische Traum ist ein zentrales Motiv in Buried Child. Die „frontier experience“, im Verbund mit dem Manifest Destiny, und der Mythos des Westens spielen eine wichtige Rolle während des ganzen Stückes. Der Westen wurde als der Ort angesehen, an dem der Einzelne seine Vergangenheit hinter sich lassen und von vorne beginnen konnte. So fährt Vince zum Beispiel auf der Suche nach seinen Wurzeln Richtung Westen (Iowa), genau wie Tilden, der sein Elternhaus ebenfalls gen Westen (New Mexico) verlassen hatte. Während die „frontier experience“ für Vince funktioniert hat (nachdem er seine Verwandten im Rückspiegel gesehen hat, realisiert er, dass er das nächste Glied in der Kette seines Familiengeschlechts ist, kehrt um und tritt sein Erbe an), hat sie für Tilden nicht funktioniert. Dieser kehrte zurück, weil er erst mit seiner Vergangenheit abschließen muss, um in seinem Leben weiter voranzuschreiten. Auch Dodge kann mit dem Amerikanischen Traum in Verbindung gebracht werden, da er die Werte, die die amerikanische Gesellschaft ausmachen, im Stück verkörpert.

### Figurenkonstellation
Auf den ersten Blick scheinen die Figuren einsam und isoliert zu sein. Dodge verbringt den Großteil des Stücks stillliegend auf dem Sofa, frei von jeglichem Antrieb. Bradley führt sich gewalttätig auf um von seinen emotionalen und körperlichen Schwächen abzulenken. Tilden scheint mitunter mehr ein Kind als ein Erwachsener zu sein. Er hat Angst, etwas aus eigenem Antrieb heraus zu tun. Halie sucht in ihrer eigenen Welt im ersten Stock Zuflucht vor ihrer Familie, mit der sie unzufrieden ist. Sie ist enttäuscht über die Entwicklung, die ihre Söhne genommen haben, da sie ihre Erwartungen nicht erfüllen. Es ist offensichtlich, dass die Familienmitglieder den Kontakt untereinander minimieren. Die Mitglieder der Familie sind durch einen gemeinsamen Faktor eng miteinander verbunden: ihrer gemeinsamen Vergangenheit, die sie leugnen. Eine Schweigepakt hat sie unwiderruflich miteinander verbunden. 

#### Shelly und Vince
Wenn das langjährige Schweigen über das tote Kind gebrochen wird, wird das Publikum mit der Unausweichlichkeit der familiären Verbindung konfrontiert. Die Beziehung zwischen Shelly und Vince dient hierbei als Katalysator des schlafenden Konflikts. Am Ende des Stücks zeigt sich, dass Shelly und Vince nicht zueinander passen (was Dodge im zweiten Akt schon festgestellt hatte.) Anstatt Shelly aus der Situation zu retten, weist Vince sie zurück. Shelly ist kein Teil der Familie, sondern hilft dem Publikum – in ihrer Rolle als Außenseiterin – in der Suche nach Sinn.

#### Tilden, Halie und Dodge
Die inzestuöse Beziehung zwischen Tilden und Halie und deren Konsequenzen sind omnipräsent in Buried Child. Den Großteil des Stücks verbringt Halie im oberen Stockwerk, wo sie sich ihre eigene Welt geschaffen hat. Alte Familienbilder dienen ihr als Zuflucht. Dadurch ist der Kontakt zwischen Halie und den anderen Familienmitgliedern minimal. Schon im ersten Dialog wird die Distanz, die zwischen Halie und Dodge aufgrund des begangenen Inzestes herrscht, deutlich. Dieser Eindruck wird im zweiten Akt verstärkt, wenn Dodge sich bei Shelly und Vince über Halies Verhältnis mit Father Dewis beklagt. Trotzdem wird auch deutlich, dass Dodge und Halie eine glückliche Zeit in ihrer Beziehung hatten. Dodge tötete Halies und Tildens Kind, um die Familie vor einer bevorstehenden totalen Zerstörung zu retten.

#### Vater-Sohn-Konflikte
Im Stück zeigen verschiedene Vater-Sohn-Konflikte (Dodge – Tilden; Dodge – Bradley; Tilden – Vince) die Krise des Erbes („crisis of inheritance“) der Familie auf. Der Konflikt zwischen Dodge und Tilden geht auf Tildens Beziehung zu Halie zurück. Es wird deutlich, dass zwischen beiden noch ein Klima des Misstrauens herrscht. So verdächtigt zum Beispiel Dodge, den Mais geklaut zu haben. Eine Annäherung zwischen beiden ist jedoch ersichtlich, wenn Dodge Tilden sagt, dass er trotz allem noch sein Vater ist und ihm seine Hilfe anbietet. Konträr dazu ist Dodges Beziehung zu seinem jüngsten Sohn Bradley zu sehen. Dodge hat, trotz Bradleys körperlicher Einschränkung, Angst vor Bradley, der auch seinem Vater gegenüber gewalttätig auftritt. So schneidet er Dodges Haare gegen dessen Willen. Dodge hat eine schlechte Meinung von ihm. Eine Sache, die Dodge sowohl Tilden wie auch Bradley vorwirft, ist deren Unvermögen, für sich selbst zu sorgen. Ein weiterer Vater-Sohn-Konflikt besteht zwischen Tilden und Vince. Dies wird deutlich, wenn Tilden Vince nicht (an)erkennt. Vinces Suche nach Identität ist erst erfüllt, als er am Ende des Stücks sein Erbe antritt.

### Symbolik
Die Requisiten in Buried Child haben eine tiefere Bedeutung. So symbolisieren Mais, Möhren und Kartoffeln die Chance auf einen Neuanfang. Zu Beginn des Stücks ist nur Tilden in der Lage, die Ernte auf den Feldern zu sehen, denn er ist mit der treibende Faktor, der mit der Vergangenheit abschließen will, um neu anfangen zu können. Nachdem der schlafende Konflikt gelöst wurde, sieht auch Halie die Ernte.
Das Sofa symbolisiert die Machtverhältnisse in der Familie. Zu Beginn liegt Dodge, als Familienoberhaupt, auf dem Sofa. Bradley versucht, die Position einzunehmen, was ihm wegen seiner Schwäche nicht gelingt. Am Ende des Stücks nimmt Vince die gleiche Position auf dem Sofa ein wie Dodge. Dies symbolisiert, dass er das neue Familienoberhaupt ist.
Der Schauplatz des Stücks ist ebenfalls ein Symbol. Da die Farm im „heartland“ von Amerika liegt, ist es naheliegend, dass Shepard hiermit zeigen will, dass die Geschehnisse in jedem Teil der amerikanischen Gesellschaft vorkommen können.
Auch die einzelnen Figuren dienen als Symbole, denn sie verkörpern verschiedene amerikanische Mythen. Dodge steht für Ausdauer und Stärke, Halie steht für die amerikanische Besessenheit mit der Familie. Tilden steht für Affinität zu Grund und Boden. Es ist Tilden, der von Feldern, die Jahrzehntelang nicht bestellt wurden, Ernte einfährt. Father Dewis steht für das Versagen der Kirche, ihre Scheinheiligkeit. Auch das „Buried Child“ selbst ist ein Symbol. Es verdeutlicht, dass das Leugnen der Vergangenheit den Weg in die Zukunft blockiert. Nur wer mit seiner Vergangenheit abschließt, kann fortfahren.

### Ausgaben
- Shepard, Sam. Buried Child. Revised Edition. Vintage Books: New York 2006.
- Ders. Fluch der verhungernden Klasse. Vergrabenes Kind. Fischer Taschenbuch: Frankfurt 1984.

### Sekundärliteratur
- Bottoms, Stephen. The Theatre of Sam Shepard. States of Crisis. Cambridge University Press: Cambridge. (Hier v. a. die Seiten 152–182. Bottoms vergleicht Curse of the Starving Class mit Buried Child bezüglich der Suche nach den Wurzeln und der postmodernen Familie.)
- Crum, Jane Ann. 1988. „Notes on Buried Child.“ In: King, Kimball. Sam Shepard. A Casebook. Garland Publishing: New York. 73-81. (Crum berichtet von ihren Erfahrungen als Dramaturgin des Stückes und zeigt, wie sie zu ihrer Interpretation des Stückes gelangte. Mit Textbeispielen.)
- Gibson Cima, Gay. 1983. „Buried Child by Sam Shepard.“ In: Theatre Journal, Vol. 35, No. 4. 559-560. (Kritik einer Aufführung am Kreeger Theater mit kurzer Analyse der Handlung und Figuren.)
- Ders. 1986. „Shifting Perspectives: Combining Shepard and Rauschenberg.“ In: Theatre Journal, Vol 38, No. 1. 67-81. (Gibson Cima vergleicht die Werke von Rauschenberg und Shepard.)
- Hart, Lynda. 1987. Sam Shepard's Metaphorical Stages. Greenwood Press: New York. (Hier v. a. die Seiten 75–87: Realism Revisited: Buried Child)
- Hays, Peter. 1990. „Child Murder and Incest in American Drama.“ In: Twentieth Century Literature, Vol. 36, No. 4. 434-448. (Hays untersucht die Symbolik des Kindermordes in verschiedenen amerikanischen Dramen, darunter Buried Child.)
- Mann, Bruce. 1988. „Character Behaviour and the Fantastic in Sam Shepard's Buried Child.“ In: King, Kimball. Sam Shepard. A Casebook. Garland Publishing: New York. 81-95. (Mann versucht, das unvoraussagbare Verhalten der einzelnen Charaktere mit Bezug auf Shepard persönlich zu erklären.)
- Schlatter, James. 1990. „Some Kind of a Future: The War for Inheritance in the Work of Three American Playwrights of the 1970s.“ In: South Central Review, Vol. 7, No. 1. 59-75. (Schlatter untersucht Lanford Wilson, Preston Jones und Sam Shepard in Bezug auf ihre „family plays“.)
- Schlueter, June. 1999. „Domestic Realism: Is It Still Possible on the American Stage?“ In: South Atlantic Review, Vol. 64, No. 1. 11-25. (Schlueter legt die Veränderung des amerikanischen Theaters seit 1956 dar, und bezieht Shepard als Teil einer neuen Generation mit in ihre Untersuchung ein.)